# San Alejandro Nevski (1749)
El San Alejandro Nevski (en ruso: Святой Александр Невский, romanizado: Sviatoi Aleksandr Nevskii) o Alejandro Nevski, también traducido como Aleksandr Nevski y en menor medida, Alexander Nevski, fue un navío de vela, conocidos en Rusia en la época como «acorzados» y, más tarde, «acorazados de vela», de la Flota del Báltico del Imperio ruso, uno de los barcos de la clase Gloria de Rusia. Formó parte de la flota de 1749 a 1763, participó en la Guerra de los Siete Años, incluido el bloqueo del Estrecho y el asedio de Kolberg, y fue desmantelada al final de su servicio. Antes de la guerra, participó repetidamente en ejercicios militares de flotas y eventos ceremoniales.

## Diseño
Representante de la serie de acorazados de vela de dos cubiertas del tipo Gloria de Rusia. Esta serie de barcos fue la serie de acorazados más numerosa y una de las más exitosas de la Armada Imperial Rusa. Los barcos de la serie se construyeron entre 1733 y 1774 en los astilleros de San Petersburgo y Arcángel. Participaron en todos los viajes y operaciones militares de la flota rusa entre 1734 y 1790. Dentro de la serie se construyeron un total de 58 navíos. Todos los barcos de esta serie tenían una alta navegabilidad, buena maniobrabilidad y estabilidad.
El desplazamiento del barco era de 1200 toneladas, la eslora, según información de diversas fuentes, fue de 46,5 a 47,4 metros,la manga de 12,3 a 12,65 metros, y el calado es de 5,4 a 5,48 metros. El barco estaba armado con 66 cañones de veinticuatro, doce y seis libras. Tenía una tripulación de 600 personas. La velocidad del barco con viento fresco podría alcanzar los ocho nudos.

## Historial de servicio
El navío de línea San Alejandro Nevski fue botado en los astilleros del Almirantazgo de San Petersburgo el 1 de octubrejul./ 12 de octubre de 1747greg.. Tras el lanzamiento pasó a formar parte de la flota imperial rusa del Báltico. La construcción estuvo a cargo del sarvaer G. A. Okunev.
En agosto de 1749, como parte de un destacamento, fue a juicio a Krasnaya Gorka, el fuerte de Lomonósov. De 1750 a 1756, como parte de escuadrones de barcos de la Flota del Báltico, participó en ejercicios militares en el golfo de Finlandia y el de Botnia hasta islas Åland y en el mar Báltico hasta la isla de Gotland. Además de estos, el 30 de juliojul./ 10 de agosto de 1752greg. participó en los actos ceremoniales con motivo de la inauguración del Canal de Pedro el Grande, y formó parte de la escuadra que saludó durante las celebraciones.
Participó en la Guerra de los Siete Años. En la campaña de 1757 fue incluido en el escuadrón bajo el mando del almirante Z. D. Mishukov, que el 31 de marzojul./ 11 de abril de 1757greg. abandonó Kronstadt para bloquear la costa prusiana. Realizó viajes de crucero por la zona de Pillau (actual Baltisk), tras lo cual llegó a la rada de Danzig (actual Gdansk), donde se encontraban el resto de barcos de la flota rusa. El 8 de agostojul./ 19 de agosto de 1757greg., zarpó como parte del escuadrón hacia las costas de Suecia y el  17 de septiembrejul./ 28 de septiembre de 1757greg. regresó a Kronstadt.
En la campaña del 2 de juliojul./ 13 de julio de 1758greg. salió de Kronstadt en un viaje de crucero y el 9 de juliojul./ 20 de julio de 1758greg., cerca de Copenhague, se unió a la flota conjunta ruso-sueca, que participó en el bloqueo del seno de Øresund hasta el 28 de agostojul./ 8 de septiembre de 1758greg.. El bloqueo se llevó a cabo con el objetivo de impedir que la flota inglesa, aliada de Prusia, entrara en el mar Báltico. Durante la campaña del año siguiente, 1759, formó parte de un escuadrón que estuvo transportando tropas rusas desde Kronstadt hasta Danzig de julio a septiembre.
Durante la campaña de 1760 participó en las acciones de las tropas y flotas rusas cerca de Kolberg. Del 25 de juliojul./ 5 de agosto de 1760greg. al 14 de agostojul./ 25 de agosto de 1760greg. se trasladó de Kronstadt a Kolberg (actual Kołobrzeg) como parte de un escuadrón que transportaba tropas rusas y, tras el desembarco de las tropas, se unió al bloqueo naval de la fortaleza. Desde 10 de septiembrejul./ 21 de septiembre de 1760greg. al 28 de septiembrejul./ 9 de octubre de 1760greg. participó en el transporte de tropas de Kolberg a Kronstadt, siendo remolcado por una galeota durante todo el camino.
Durante la campaña de 1761, el barco estuvo en el puerto de Kronstadt y su comandante fue un capitán de segundo rango. A. I. Wilson, ante la protesta del almirante Z. D. Mishukov, se le dedujo el salario de un mes por embriaguez durante la campaña del año anterior 1760 con la orden de que en caso de otra borrachera «será expulsado sin pensión».
Al finalizar su servicio en 1763, el barco San Alejandro Nevski fue desmantelado en Kronstadt.